# Bhoja Air
Bhoja Air (рус. Бходжа Эйр) — частный авиаперевозчик в Пакистане. Головной офис компании расположен в аэропорту Джинна. Первая частная авиакомпания в Пакистане использующая Боинг 737 в качестве основного воздушного судна.

## История
Авиакомпания была основана 7 ноября 1993 года. Бходжа Эйр осуществляет свою деятельность на внутренних авиалиниях Пакистана.
Первый международный авиарейс компания осуществила 24 января 1998 года из Карачи и Дубай. В 2001 году деятельность Бходжа Эйр была приостановлена в связи с лишением лицензии на авиаперевозки. В январе 2012 года авиакомпания вновь получила лицензию, авиарейсы осуществляются в города: Карачи, Исламабад, Суккур, Мултан и Лахор. 20 апреля 2012 года Boeing 737 компании Бходжа Эйр потерпел крушение недалеко от Исламабада.

## Маршрутная сеть
На конец мая 2012 года маршрутная сеть регулярных перевозок авиакомпании Bhoja Air охватывала следующие пункты назначения:
| Город     | Аэропорт                                    | Примечания |
| Исламабад | Международный аэропорт имени Беназир Бхутто |            |
| Карачи    | Международный аэропорт Джинна               | хаб        |
| Лахор     | Международный аэропорт Аллама Икбал         |            |
| Мултан    | Международный аэропорт Мултан               |            |

## Флот
По состоянию на июль 2012 года воздушный флот авиакомпании Bhoja Air составлял один самолёт:

### Прежний флот
Ранее авиакомпания Bhoja Air эксплуатировала лайнеры Як-42Д.

## Потери самолётов
- 20 апреля 2012 года Boeing 737-236 разбился при заходе на посадку в аэропорту Беназир Бхутто (близ Исламабада). Погибло 127 человек.